# Hrizne, Vilneansk
Hrizne (în ucraineană Грізне) este un sat în comuna Liubîmivka din raionul Vilneansk, regiunea Zaporijjea, Ucraina.

## Demografie
Componența lingvistică a localității Hrizne
     Ucraineană (91,6%)
     Rusă (7,63%)
     Alte limbi (0,76%)
Conform recensământului din 2001, majoritatea populației localității Hrizne era vorbitoare de ucraineană (91,6%), existând în minoritate și vorbitori de rusă (7,63%).